# Phthiracarus gongylos
Phthiracarus gongylos är en kvalsterart som först beskrevs av Wojciech Niedbała 2004.  Phthiracarus gongylos ingår i släktet Phthiracarus och familjen Phthiracaridae. Inga underarter finns listade i Catalogue of Life.